# Будинок Ганни Хоперської
Будинок Ганни Хоперської — будинок у місті Вовчанськ Чугуївського району Харківської області за адресою вулиця Гоголя 3. Пам'ятка історії місцевого значення.
В кінці XIX сторіччя у цьому будинку мешкала родина кравця Петра Васильовича Хоперського. 29 червня 1891 року тут народилася дівчинка, яку назвали Ганною. Згодом вона стала відомою діячкою народної освіти та революціонеркою.
Будівля являє собою невелику дерев'яну хату XIX сторіччя, яку пізніше обклали червоною цеглою. Дослідниця Марія Литвиненко так описувала будівлю у 1964 році: «маленький, похилий, з низенькими вікнами будинок. Високі верби і осокори ... прикривають його своїми зеленими вітами».
У травні 1971 року на будинку була встановлена меморіальна дошка. Цей «скромный домик» згадує у своїй книзі «Встреча с Донцом» письменник Володимир Моложавенко, якому місцеві жителі показували будинок під час його відвідин Вовчанська.
Рішенням виконавчого комітету Харківської обласної ради депутатів трудящих № 61 від 25 січня 1972 року будинок отримав статус пам'ятки історії місцевого значення з охоронним номером 705. Оскільки Ганна Хоперська включена до списку осіб, що підпадають під закон про декомунізацію, то будинок де вона народилася і мешкала не підлягає включенню до Державного реєстру нерухомих пам’яток України.

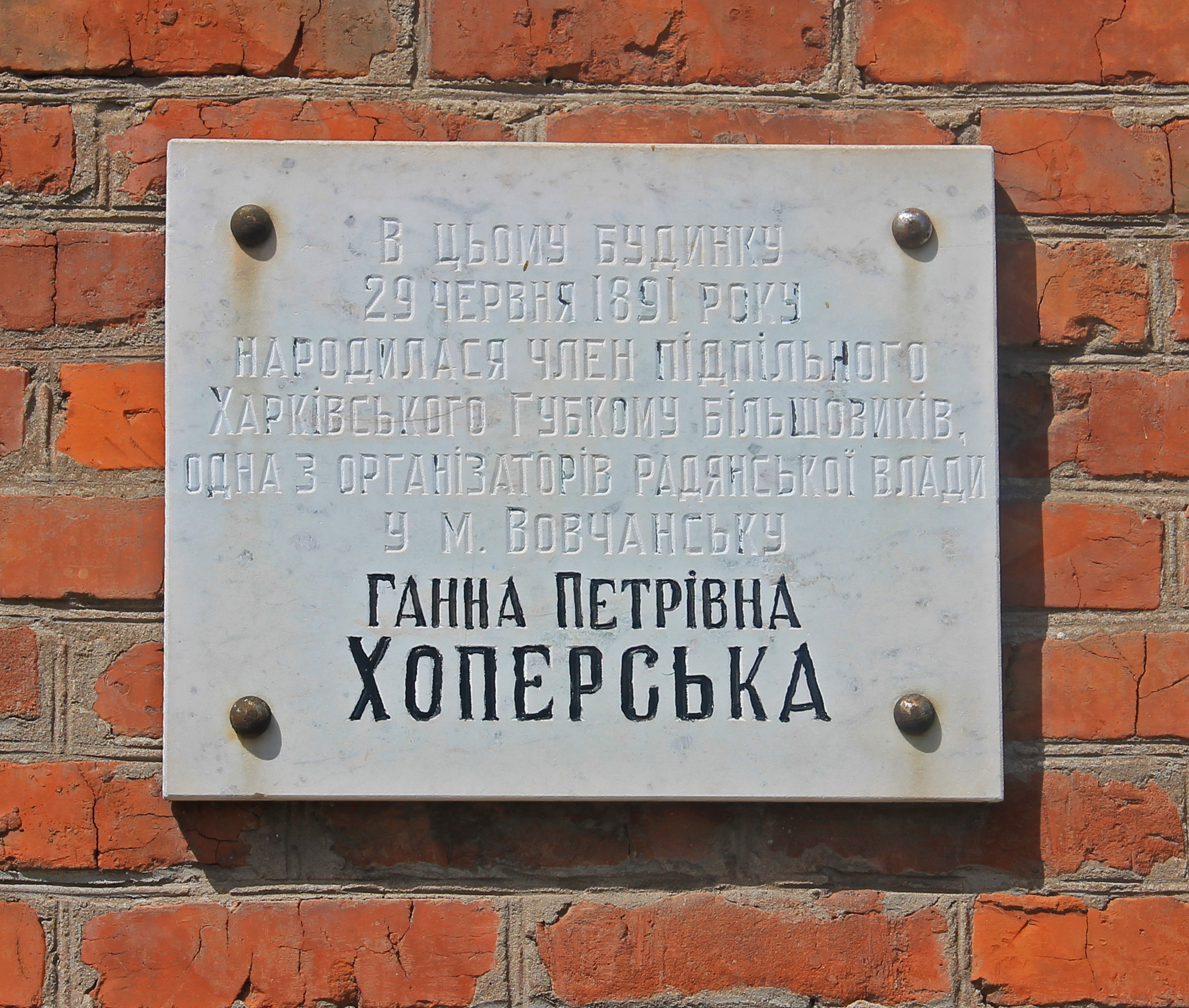
Меморіальна дошка на будинку